# 누마타번
누마타 번(일본어: 沼田藩 누마타한[*])은 고즈케국 도네군(지금의 군마현 누마타시)에 존재하던 번이다. 번청은 누마타성이다.

## 번의 역사
오다와라 정벌 후, 누마타령 2만 7천석은 사나다 마사유키에게 반환되지만, 마사유키는 시나노 우에다성을 거성으로, 지리적으로 떨어진 누마타령은 적남 사나다 노부유키에게 맡겼다. 이 시기의 노부유키는 사나다가 당주 (마사유키)의 후계자였으며, 공적으로는 누마타령도 마사유키의 영지의 일부에 불과했지만, 실질적으로는 반독립적인 체제를 구축했으며, 이것이 후대 누마타번의 기초가 되었다.
노부유키는 영내 검지를 일찍부터 실시하여, 영내 지배체제를 굳혔다. 게이초 5년 (1600년)의 세키가하라 전투에서 노부유키는 도쿠가와 이에야스의 양녀 (혼다 타다카츠의 딸)를 아내로 삼았기 때문에, 동군에 가담하여 도쿠가와 히데타다의 지휘하에 들어갔다. 우에다성의 마사유키와 차남 노부시게 (유키무라)는 서군에 가담하여, 노부유키가 속한 도쿠가와군을 상대로 우에다성에서 선전했으나, 세키가하라 본전에서 서군이 패했기 때문에 전후에는 키슈 쿠도야마에 칩거하게 되었다. 대신 노부유키에게 누마타령을 포함한 마사유키의 구령에 더해 3만 석이 가증되어 9만 5천석의 영지를 다스리는 다이묘가 되었다 (우에다번의 성립).
겐나 2년 (1616년), 노부유키는 우에다로 옮겨, 누마타령은 노부유키의 장남 사나다 노부요시에게 계승되게 되었다 (이 시점에서도 정식 입번은 아니다). 노부유키는 겐나 8년 (1622년)에 시나노 마츠시로번 10만석으로 이동하였다. 이때 누마타령은 분지되지만, 아직 막부에 공인된 번으로는 되지 않았다.
노부요시는 간에이 11년 (1634년) 11월 28일, 아버지보다 먼저 사망했다. 후계는 노부요시의 아들인 쿠마노스케가 이었으나, 그 역시 간에이 15년 (1638년) 11월 6일, 7살의 나이로 요절했다. 이듬해 7월 25일, 누마타령의 대부분을 노부유키의 차남인 노부요시의 동생 노부마사가 잇고, 노부요시의 차남 노부토시에게 5천석이 분지되었다. 노부마사는 영내 검지 등을 실시하여 기반을 다지려 했으나, 메이레키 2년 (1656년)에 노부유키가 은거함에 따라, 마츠시로 사나다 종가의 가독을 잇게 되었고, 대신 누마타령의 모든 것을 노부토시가 잇게 되었다.
메이레키 4년 (1658년) 2월에 본가를 이은 노부마사가 사망하자, 노부나오 (노부토시)와 노부마사의 6남이자 2살배기 노부후사 (후의 유키미치) 중 어느 쪽을 세우냐에 따라 후계자 다툼이 발생했다. 결국, 노부후사가 사나다 종가의 가독을 잇게 되었는데, 이 소동으로 누마타령 (누마타번)은 정식으로 마츠시로번으로부터 독립하게 되었다.
그런데 노부나오는, 간분 2년 (1662년)에 누마타령 검지를 실시하여 실고 3만석 (일설에 의하면 6만석)의 소령을 14만 4천석으로 막부에 과대 신고하였다. 이에 따라 영민들은 증세에 시달리게 되었다. 이 폭거라 할 수 있는 소업에 관해서는 사나다 종가의 가독을 잇지 못한 것이 영향을 미쳤다고 한다. 엔포 8년 (1680년), 노부나오는 막부 명령에 의해 에도 료고쿠바시의 수리를 위해 용재를 누마타번으로부터 내줄 것을 청부받았으나, 이미 피폐해져있던 영민의 협력을 얻지 못하고, 이듬해 11월, 노부나오는 용재의 납기를 맞추지 못한 책임을 물어 개역되었다.
누마타는 폐번, 막부령이 되었다가, 겐로쿠 16년 (1703년) 1월 11일, 시모사 후나토번에서 2만석으로 혼다 마사나가가 들어와 다시 누마타번이 입번하였다. 마사나가는 게다가 2만석을 더 가증받아 4만석의 다이묘가 되었다. 그 후, 제 3대 번주 혼다 마사노리 시대의 교호 15년 (1730년), 스루가 타나카번으로 이봉되었다. 교호 17년 (1732년) 3월 1일, 히타치 시모다테번에서 쿠로다 나오쿠니가 3만석으로 들어왔다. 하지만, 제 2대 번주 쿠로다 나오즈미 시대의 간포 2년 (1742년) 7월 28일, 카즈사국 쿠루리번으로 이봉되었다. 대신 로쥬였던 토키 요리토시가 스루가 타나카번에서 3만 5천석으로 입부하였다. 제 3대 번주 토키 사다츠네 시대의 덴메이 원년 (1781년) 12월, 연공 증징에 반대한 영민에 의해 견취소동(見取騒動)이 발생하였고, 사다츠네는 영민의 요구를 수용함으로써 해결되었다.
제 11대 번주가 된 토키 요리유키는 간세이 개혁으류 유명한 마츠다이라 사다노부의 손자였으나, 막부와는 별 관계가 없어, 게이오 3년 (1867년) 4월 16일에 가독을 토키 요리오키에게 물려주고 은거했으며, 이듬해의 보신 전쟁에서는 쿠와나번이나 아이즈번과 인척관계이면서도, 신정부군의 누마타 진주를 허용하고, 신정부에 공순하여 미쿠니토우케 전투에서 아이즈군과 싸웠다. 메이지 2년 (1869년) 6월 20일, 요리오키는 판적봉환하여 번지사가 되었고, 메이지 4년 (1871년) 7월, 폐번치현에서 누마타번은 폐번이 되고, 누마타현을 거쳐 군마현이 되었다. 그리고, 토키씨는 메이지 17년 (1884년)의 화족령에 의해 자작이 되었다.

## 역대 번주

### 사나다가
3만석 도자마 다이묘
1. 노부유키(信之) - 종5위하 이즈노카미 - 공식적인 우에다 번주, 마쓰시로번 초대 번주
2. 노부요시(信吉) - 종5위하 가와치노카미
3. 구마노스케(熊之助) - 관위 없음
4. 노부마사(信政) - 종5위하 내기 - 공식적인 마쓰시로 번 제2대 번주
5. 노부토시(信利) - 종5위하 이가노카미 - 공식적인 사나다가의 누마타 번 초대 번주

### 혼다 산야사에몬가
2만석 → 4만석 후다이 다이묘
1. 마사나가(正永) - 종4위하 호키노카미, 시종
2. 마사타케(正武) - 종5위하 도토미노카미
3. 마사노리(正矩) - 종5위하 부젠노카미

### 구로다가
3만석 후다이 다이묘
1. 나오쿠니(直邦) - 종4위하 부젠노카미, 시종
2. 나오즈미(直純) - 종5위하 야마토노카미

### 도키가
3만 5천석 후다이 다이묘
1. 요리토시(頼稔) - 종4위하 단바노카미, 시종
2. 요리오키(頼煕) - 종5위하 이요노카미
3. 사다쓰네(定経) - 종4위하 미노노카미
4. 요리히로(頼寛) - 종4위하 이요노카미
5. 사다요시(定吉) - 종5위하 미노노카미
6. 사다토미(定富) - 관위 없음
7. 요리노부(頼布) - 종5위하 야마시로노카미
8. 요리미쓰(頼潤) - 종5위하 야마시로노카미
9. 요리카쓰(頼功) - 종5위하 야마시로노카미
10. 요리야스(頼寧) - 종5위하 이요노카미
11. 요리유키(頼之) - 종5위하 야마시로노카미
12. 요리오키(頼知) - 종5위하 하야토노쇼

## 막부 말기의 영지
- 코즈케국
  - 군마군 중 - 5개 마을
  - 토네군 중 - 50개 마을
- 카와치국
  - 와카에군 중 - 5개 마을 (그 중 2개 마을은 사카이현에 편입)
  - 시키군 중 - 5개 마을
- 미마사카국
  - 쇼보쿠군 중 - 6개 마을
  - 아이다군 중 - 51개 마을
  - 쇼난군 중 - 3개 마을

## 같이 보기
- 미진류
- 지키신카게류 검술
- 겐로쿠 요란